# Estação Villa Sierra
A Estação Villa Sierra é uma das estações do Metrocable de Medellín, situada em Medellín, seguida da Estação Las Torres. Administrada pela Empresa de Transporte Masivo del Valle de Aburrá Limitada (ETMVA), é uma das estações terminais da Linha H.
Foi inaugurada em 17 de dezembro de 2016. Localiza-se no cruzamento da Rua 57a com a Rua 57b. Atende o bairro La Sierra, situado na comuna de Villa Hermosa.